# 125371 Vojáček
125371 Vojáček è un asteroide della fascia principale. Scoperto nel 2001, presenta un'orbita caratterizzata da un semiasse maggiore pari a 2,448178 UA e da un'eccentricità di 0,138952, inclinata di 7,087940° rispetto all'eclittica.